# Orkoien
Orkoien (spanisch Orcoyen) ist ein Ort und eine Gemeinde in der Autonomen Gemeinschaft Navarra mit 4.097 Einwohnern (Stand: 2024). 
Die Gemeinde Orkoien entstand 1991, als sie von der Kommune Cendea de Olza eigenständig wurde. 

## Geografische Lage und Wirtschaft
Orkoien liegt in der Metropolregion, etwa fünf Kilometer westlich vom Stadtzentrum von Pamplona in einer Höhe von ca. 435 m. Die höchste Erhebung in der Gemeinde ist der Alto de la Bandera mit 512 Metern. Die Autovía A-15 verläuft durch die Gemeinde. 
Zahlreiche Einwohner arbeiten in der Automobil- oder Zuliefererindustrie oder aber im Dienstleistungsbereich.

## Sehenswürdigkeiten

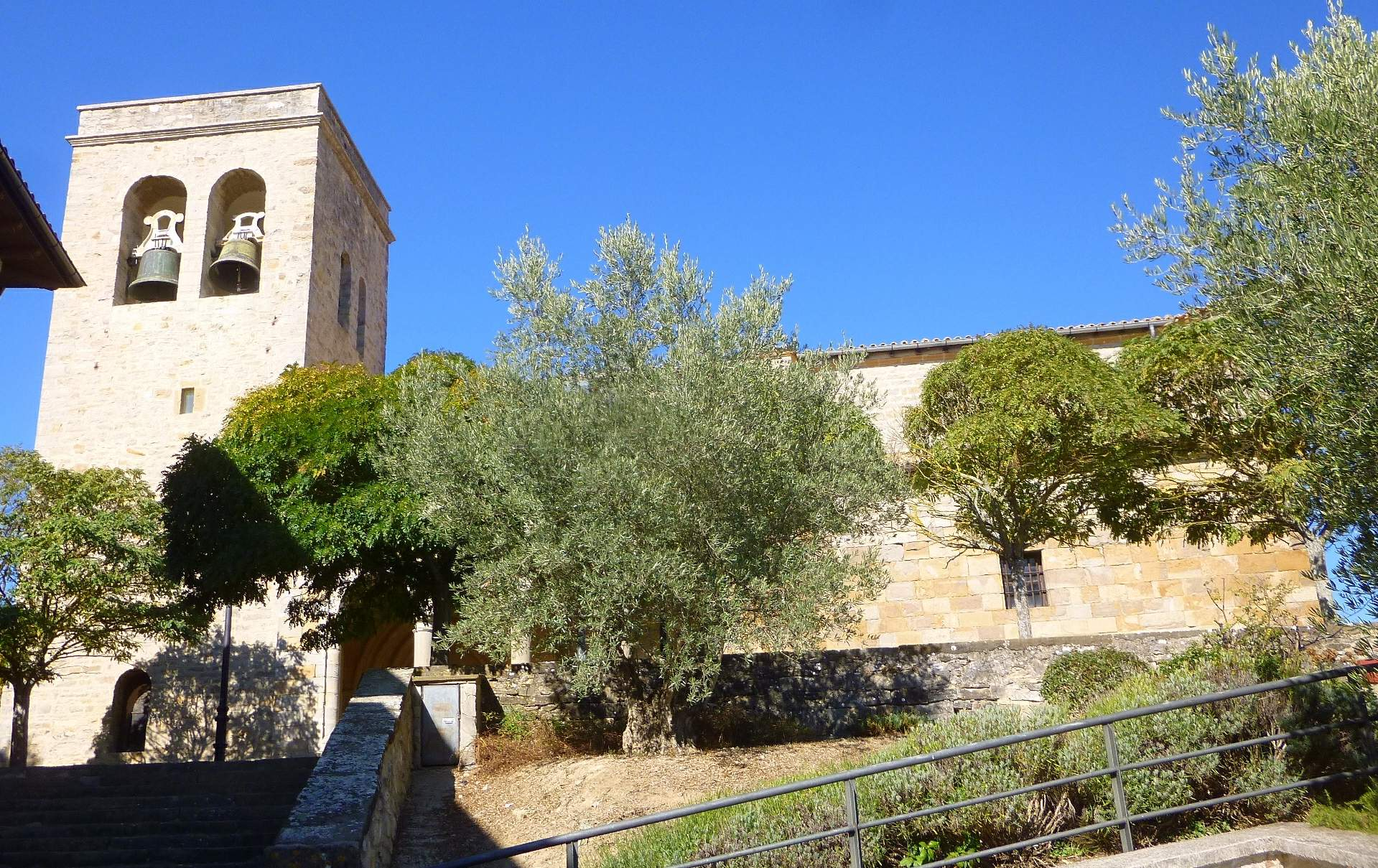
Michaeliskirche
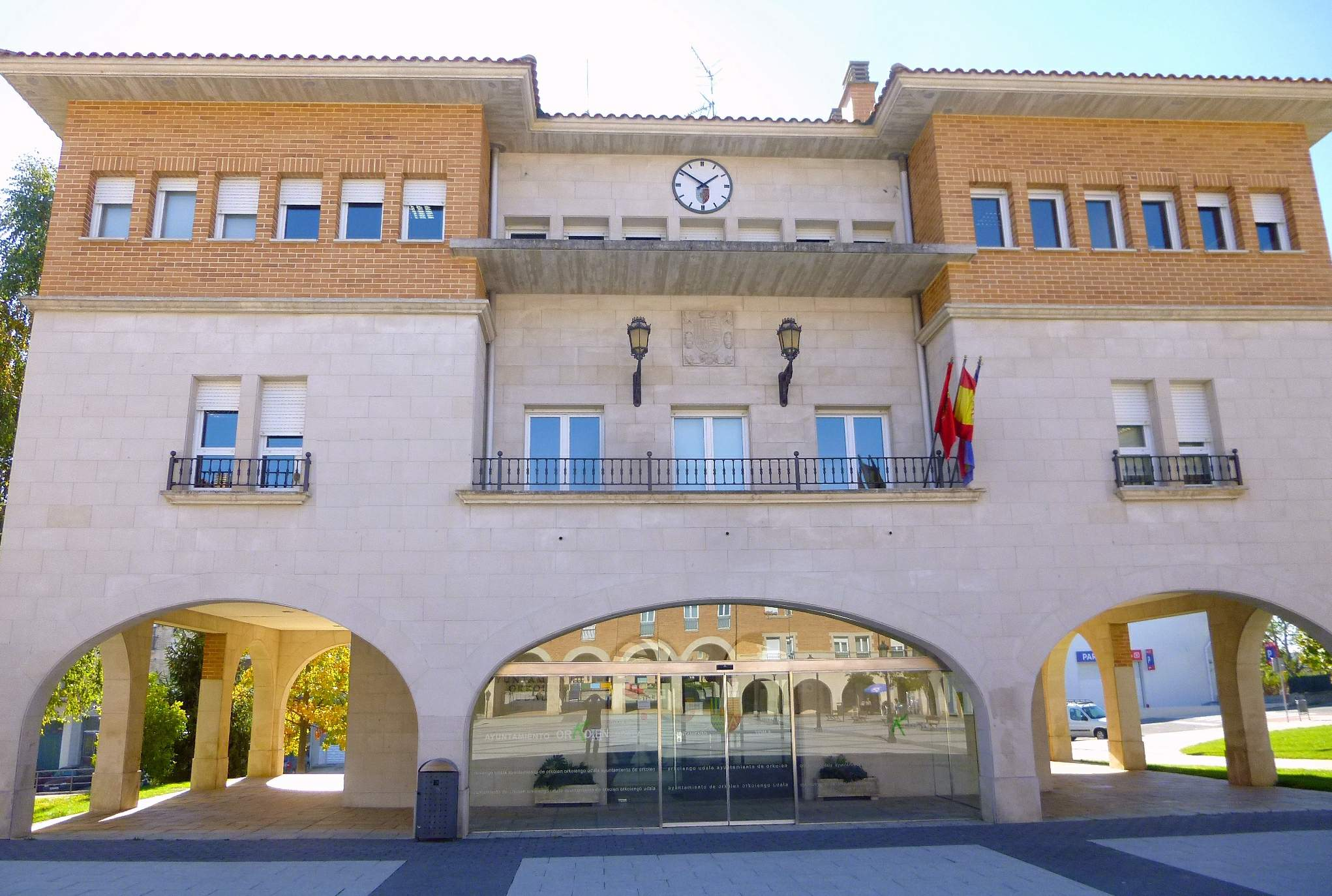
Rathaus

- Michaeliskirche
- Rathaus

## Persönlichkeiten
- Eusebio Unzué (* 1955), Radsportteammanager
- Juan Carlos Unzué (* 1967), Fußballtorwart und -trainer